# Jean-Noël Ferrari
Jean-Noël Ferrari   (Niça, 7 de setembre de 1974) és un tirador d'esgrima francès, ja retirat, especialista en floret, guanyador d'una medalla olímpica.
El 2000 va prendre part en els Jocs Olímpics d'Estiu de Sydney, on disputà dues proves del programa d'esgrima. En la prova del floret per equips guanyà la medalla d'or, mentre en la d'floret individual fou quart. Quatre anys més tard, als Jocs d'Atenes, fou cinquè en la prova del floret per equips del programa d'esgrima.
En el seu palmarès també destaquen quatre medalles en el Campionat del món d'esgrima, dues d'or i dues de plata, entre les edicions de 1998 i 2002, així com tres medalles en el Campionat d'Europa d'esgrima, una d'or i dues de bronze, entre el 1997 i el 2003, i dues medalles de bronze en els Jocs del Mediterrani de 2001 i 2005. El 1998 i 2000 guanyà el campionat francès de floret.